# Allan Rodrigues de Souza
Allan Rodrigues de Souza (Porto Alegre, Brasil, 3 de marzo de 1997), más conocido como Allan, es un futbolista brasilero que juega como centrocampista en el C. R. Flamengo del Brasileirão.

## Trayectoria
El 2 de septiembre de 2015, Liverpool Football Club anunció el fichaje de Allan, procedente de las juveniles del Sport Club Internacional. Nunca recibió un permiso de trabajo en el Reino Unido y terminó sin hacer ninguna aparición en sus cuatro años y medio en el Liverpool.
Para darle rodaje al jugador, decidieron cederlo a préstamo, el club elegido fue SJK de Finlandia. Debutó como profesional el 10 de septiembre en la fecha 27 de la Veikkausliiga, su rival fue KuPS, Allan ingresó al minuto 56 por Jussi Vasara cuando el partido estaba igualado sin goles, el joven brasilero anotó su primer gol oficial al minuto 72 para adelantar a su equipo en el marcador, pero faltando 2 minutos para finalizar el encuentro el rival anotó un tanto y empataron 1 a 1. Un partido le bastó para lograr la titularidad, y el 13 de septiembre debutó en el Seinäjoen keskuskenttä, jugó su segundo partido desde el comienzo, se enfrentaron a Lahti y empataron sin goles. En su tercer partido, arrancó como titular contra KTP pero al minuto 8 se lesionó y tuvo que salir del campo, el encuentro finalizó 3 a 1 a favor.
El 23 de septiembre, se disputó la fecha 18 que se había postergado, contra el club más poderoso del país, HJK Helsinki. El brasilero se recuperó de la lesión y jugó su primer partido completo, anotó un gol olímpico y brindó dos asistencias para llevarse los tres puntos como locales y ganar 3 a 0. Finalmente el gol se lo adjudicaron a un compañero por haber cabeceado el balón antes de que entre al arco. En la fecha 30, se enfrentaron al HIFK, estuvo presente los 90 minutos pero perdió su primer encuentro en tierras finlandesas, por 1 a 0. Su equipo bajó hasta la cuarta posición de la tabla, pero no se rindieron y ganaron los dos partidos siguientes, por lo que llegaron a la última fecha con posibilidades del título. En la jornada final, la 33, su rival fue Jaro, Allan fue titular, brindó una asistencia y ganaron 2 a 0, por lo que se coronaron campeones de la Veikkausliiga 2015 por primera vez en la historia del club. SJK fue el equipo con mejor ataque y defensa, además clasificó a la segunda ronda previa de la Champions League 2016-17.
Regresó a Inglaterra el 29 de octubre, conoció a Jürgen Klopp en Melwood, le mostró su medalla de campeón e intercambiaron unas palabras. Luego se unió al plantel para practicar normalmente.
El 18 de enero de 2016, Liverpool lo cedió al Sint-Truidense de Bélgica, para jugar en la máxima categoría del país y lograr continuidad como profesional. Le fue asignada la camiseta número 22. Allan debutó en la Jupiler League el 23 de enero, ingresó al minuto 81 para enfrentar a Westerlo como locales en el Stayen ante más de 9100 espectadores pero perdieron 2 a 1. Para la jornada siguiente, fue titular por primera vez, jugó los 90 minutos contra Anderletch pero perdieron 2 a 1.
Tras volver a Liverpool, fue cedido por una temporada al Hertha Berlín de Alemania. El 3 de julio de 2019, Allan hizo su debut con el Hertha, jugando 45 minutos en un amistoso 2-1 contra Eintracht Brunswick. Allan dejó el Hertha al final de la temporada. Jugó 15 partidos de la Bundesliga con el club berlinés. El Hertha planeaba retener a Allan cedido por el Liverpool. Pero los Rojos repentinamente presentaron exigencias que el Hertha se negó a cumplir.
El 31 de agosto de 2017, Allan fue fichado por Apollon Limassol en préstamo por una temporada. El 18 de septiembre de 2017, Allan debutó con el Apollon Limassol, derrotando a Ermis Aradippou por 4-2 en la cuarta ronda del Campeonato de Chipre. Terminó su etapa con Azul y Blanco con 22 apariciones.
En julio de 2018 firmó un nuevo contrato con el Liverpool y se unió al Eintracht Frankfurt en un préstamo por una temporada. El 23 de septiembre de 2018, Allan debutó con el Frankfurt, entrando en el minuto 73 en sustitución de Jonathan de Guzmán en un partido válido por la jornada 4 de la Bundesliga, empate 1-1 ante el RB Leipzig. Abandonó el club alemán tras sólo 4 partidos, siempre como suplente.
A mediados de febrero de 2019, el Liverpool lo cedió al Fluminense FC hasta final de temporada. El debut de Allan con la camiseta del Fluminense, el 22 de febrero de 2019, en el Maracaná, resultó en una victoria por 2-0 sobre Bangu, abriendo la Taça Rio, la segunda ronda del Campeonato Carioca. En su única temporada con el Fluminense, en 28 partidos del Campeonato Brasileño, lideró la liga en pases completados con 1938 (94,6% de precisión). También registró un buen número de tacleadas: 43.
El 8 de enero de 2020, Allan fue transferido al Mineiro, firmando un contrato válido hasta diciembre de 2023. Allan fue fichado por 3,5 millones de euros, tres millones de euros de inmediato. Los 500.000 euros restantes deberán abonarse a más tardar el 1 de septiembre de 2022. El 21 de enero de 2020, Allan hizo su debut con Galo, en la primera ronda del Campeonato Mineiro, una victoria por 1-0 contra Uberlândia EC.
Allan jugó 170 partidos con Galo y ganó cuatro campeonatos estatales, un Brasileirão, una Copa do Brasil y una Supercopa do Brasil.
El 2 de julio de 2023, Allan fue anunciado como el nuevo fichaje de Flamengo, firmando un contrato hasta el 31 de diciembre de 2027. El precio de la transferencia fue de 8,2 millones de euros por el 100% de sus derechos económicos. Allan hizo su debut con Flamengo el 12 de julio, en la victoria sobre el Athletico en el Ligga Arena, en Curitiba, por la Copa de Brasil.

## Selección nacional

### Trayectoria
Allan ha sido parte de la selección de Brasil en la categoría sub-20.
Fue convocado por primera vez el 25 de febrero de 2016, para comenzar el proceso de la selección sub-20 brasilera.
El 20 de abril, fue citado para disputar un torneo amistoso sub-19 en Suwon, Corea del Sur.
Debutó con la selección el 18 de mayo de 2016, ingresó en el segundo tiempo para jugar con la selección local y empataron 1 a 1. Al siguiente partido, fue titular contra Japón y empataron 2-2. Finalmente, concluyeron el torneo internacional contra Francia, Allan anotó su primer gol con la Canarinha y ganaron 2 a 1.
El 15 de agosto, fue citado para entrenar bajo las órdenes de Rogério Micale, y jugar una serie de amistosos contra la selección inglesa sub-20. Fue titular en ambos encuentros, empataron 1-1 el primero, mientras que el restante lo ganaron 1-2.
Luego no volvió a ser considerado en los siguientes amistosos del año. El 7 de diciembre, se definieron a los 23 jugadores para ser parte del Sudamericano Sub-20, pero Allan no quedó en la lista. Debido a una lesión de Douglas Gomes, fue citado en su lugar.

### Participaciones en juveniles
En cursiva las competiciones no oficiales.
| Competición                            | Sede          | Resultado     | Partidos | Goles |
| -------------------------------------- | ------------- | ------------- | -------- | ----- |
| Suwon JS Cup Sub-19 de 2016            | Corea del Sur | Subcampeón    | 3        | 1     |
| Campeonato Sudamericano Sub-20 de 2017 | Ecuador       | Quinto puesto | 4        | 0     |

### Detalles de partidos
| Con Brasil Sub-20 | Con Brasil Sub-20 | Con Brasil Sub-20    | Con Brasil Sub-20       | Con Brasil Sub-20            | Con Brasil Sub-20                       | Con Brasil Sub-20 | Con Brasil Sub-20 | Con Brasil Sub-20                                        | Con Brasil Sub-20 |
| N°                | Rival             | Resultado            | Fecha                   | Lugar                        | Competencia                             | Goles             | Asistencias       | Ref.                                                     |                   |
| ----------------- | ----------------- | -------------------- | ----------------------- | ---------------------------- | --------------------------------------- | ----------------- | ----------------- | -------------------------------------------------------- | ----------------- |
| 1                 | Corea del Sur     | 1:1 (1:0)            | 18 de mayo de 2016      | Suwon Corea del Sur          | Amistoso Suwon JS Cup                   | -                 | -                 | 1 Archivado el 11 de junio de 2016 en Wayback Machine.   |                   |
| 2                 | Japón             | 2:2 (0:2)            | 20 de mayo de 2016      | Suwon Corea del Sur          | Amistoso Suwon JS Cup                   | -                 | -                 | 2 Archivado el 11 de junio de 2016 en Wayback Machine.   |                   |
| 3                 | Francia           | 2:1 (1:0)            | 22 de mayo de 2016      | Suwon Corea del Sur          | Amistoso Suwon JS Cup                   | 74'               | -                 | 3 Archivado el 24 de mayo de 2016 en Wayback Machine.    |                   |
| 4                 | Inglaterra        | 1:1 (0:1) (3:4 pen.) | 1 de septiembre de 2016 | Burton upon Trent Inglaterra | Amistoso                                | -                 | -                 | 4                                                        |                   |
| 5                 | Inglaterra        | 1:2 (0:2) (2:3 pen.) | 4 de septiembre de 2016 | Kidderminster Inglaterra     | Amistoso                                | -                 | -                 | 5                                                        |                   |
| 6                 | Chile             | 0:0                  | 20 de enero de 2017     | Riobamba · Ecuador           | Campeonato Sudamericano Fase de grupos  | -                 | -                 | 6 Archivado el 2 de febrero de 2017 en Wayback Machine.  |                   |
| 7                 | Colombia          | 1:0 (0:0)            | 24 de enero de 2017     | Riobamba · Ecuador           | Campeonato Sudamericano Fase de grupos  | -                 | -                 | 7 Archivado el 2 de febrero de 2017 en Wayback Machine.  |                   |
| 8                 | Venezuela         | 1:0 (0:0)            | 5 de febrero de 2017    | Quito · Ecuador              | Campeonato Sudamericano Hexagonal final | -                 | -                 | 8 Archivado el 6 de febrero de 2017 en Wayback Machine.  |                   |
| 9                 | Argentina         | 2:2 (1:1)            | 8 de febrero de 2017    | Quito · Ecuador              | Campeonato Sudamericano Hexagonal final | -                 | -                 | 9 Archivado el 11 de febrero de 2017 en Wayback Machine. |                   |

## Estadísticas

### Clubes
Actualizado al 21 de diciembre de 2016.
Último partido citado: Herta Berlín 2 - 0 Darmstadt 98
| Club                     | Div.          | Temporada     | Liga  | Liga  | Liga   | Copas nacionales | Copas nacionales | Copas nacionales | Torneos internacionales | Torneos internacionales | Torneos internacionales | Total | Total | Total  |
| Club                     | Div.          | Temporada     | Part. | Goles | Asist. | Part.            | Goles            | Asist.           | Part.                   | Goles                   | Asist.                  | Part. | Goles | Asist. |
| ------------------------ | ------------- | ------------- | ----- | ----- | ------ | ---------------- | ---------------- | ---------------- | ----------------------- | ----------------------- | ----------------------- | ----- | ----- | ------ |
| SJK · Finlandia          | 1.ª           | 2015          | 8     | 1     | 4      | 0                | 0                | 0                | -                       | -                       | -                       | 8     | 1     | 4      |
| SJK · Finlandia          | Total club    | Total club    | 8     | 1     | 4      | 0                | 0                | 0                | 0                       | 0                       | 0                       | 8     | 1     | 4      |
| Sint-Truidense · Bélgica | 1.ª           | 2015-16       | 9     | 0     | 0      | 0                | 0                | 0                | -                       | -                       | -                       | 9     | 0     | 0      |
| Sint-Truidense · Bélgica | Total club    | Total club    | 9     | 0     | 0      | 0                | 0                | 0                | 0                       | 0                       | 0                       | 9     | 0     | 0      |
| Hertha Berlín · Alemania | 1.ª           | 2016-17       | 8     | 0     | 0      | 1                | 0                | 0                | -                       | -                       | -                       | 9     | 0     | 0      |
| Hertha Berlín · Alemania | Total club    | Total club    | 8     | 0     | 0      | 1                | 0                | 0                | 0                       | 0                       | 0                       | 9     | 0     | 0      |
| Total carrera            | Total carrera | Total carrera | 25    | 1     | 4      | 1                | 0                | 0                | 0                       | 0                       | 0                       | 26    | 1     | 4      |

### Selecciones
Actualizado al 11 de febrero de 2017.
Último partido citado: Colombia 0 - 0 Brasil
| Sub-20 · Brasil                                                  | 2015-16       | - | - | - | - | 3 | 1 | 3 | 1 |
| Sub-20 · Brasil                                                  | 2016-17       | 4 | 0 | - | - | 2 | 0 | 6 | 0 |
| Sub-20 · Brasil                                                  | Total sel.    | 4 | 0 | - | - | 5 | 1 | 9 | 1 |
| Total carrera                                                    | Total carrera | 4 | 0 | - | - | 5 | 1 | 9 | 1 |
| (1)Incluidos los datos del Campeonato Sudamericano Sub-20 (2017) |               |   |   |   |   |   |   |   |   |

## Palmarés

### Campeonatos regionales
| Título             | Club             | Estado         | Año  |
| ------------------ | ---------------- | -------------- | ---- |
| Taça Río           | Fluminense F. C. | Río de Janeiro | 2019 |
| Campeonato Mineiro | Atlético Mineiro | Minas Gerais   | 2020 |
| Campeonato Mineiro | Atlético Mineiro | Minas Gerais   | 2021 |
| Campeonato Mineiro | Atlético Mineiro | Minas Gerais   | 2022 |
| Campeonato Mineiro | Atlético Mineiro | Minas Gerais   | 2023 |
| Campeonato Carioca | C. R. Flamengo   | Río de Janeiro | 2024 |

### Títulos nacionales
| Competición         | Club             | País      | Año  |
| ------------------- | ---------------- | --------- | ---- |
| Veikkausliiga       | SJK Seinäjoki    | Finlandia | 2015 |
| Serie A             | Atlético Mineiro | Brasil    | 2021 |
| Copa de Brasil      | Atlético Mineiro | Brasil    | 2021 |
| Supercopa de Brasil | Atlético Mineiro | Brasil    | 2022 |
| Copa de Brasil      | C. R. Flamengo   | Brasil    | 2024 |